# Willem Gerard van Nouhuys

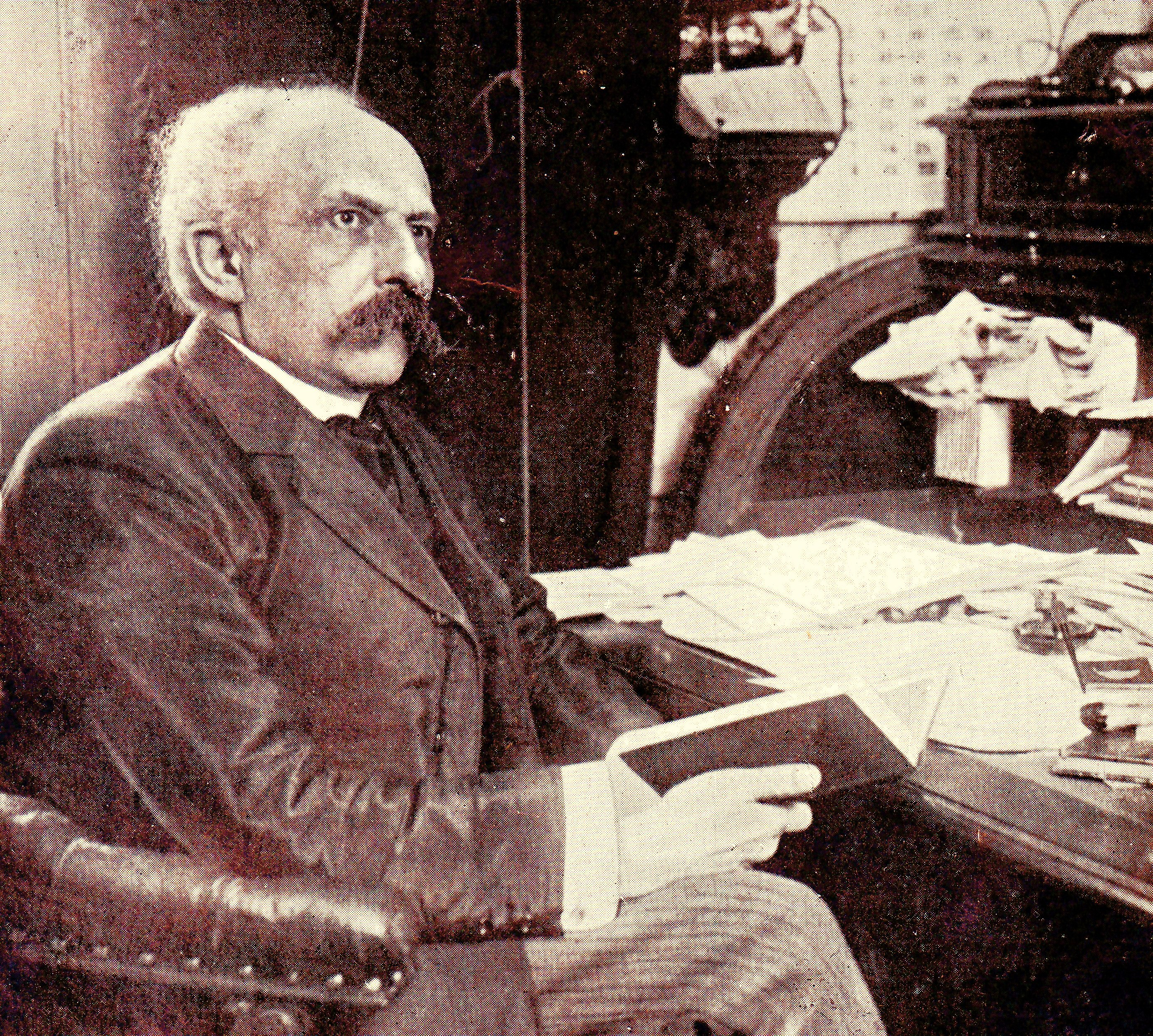
Willem Gerard van Nouhuys

Willem Gerard van Nouhuys, född 22 juni 1854 i Zaltbommel, död 31 augusti 1914 i Haag, var en nederländsk författare. 
Nouhuys var till 1891 fabrikör i sin fädernestad och ägnade sig därefter uteslutande åt författarskap. Han debuterade med två band dikter, övergick sedan till dramat (Eerloos 1891, Het goudvischje 1893, De sterkste 1895, In kleinen kring 1895, Egidius en de vreemdeling 1899) och novellen (Eenzamen 1893, Zijn kind 1895, Dageraad 1899). Litterära essäer av honom är samlade i Letterkundige opstellen (1894), Studiën en critieken (1897), Uren met schrijvers (1902), Nederlandsche belletrie 1901-1903 (1904) och Uit Noord- en Zuid-Nederland (1906).